# Liga Nacional de Fútbol de Rusia 2017-18
La Liga Nacional de Fútbol de Rusia 2017–18 fue la 26ª temporada del campeonato de segunda división de fútbol en Rusia. La temporada comenzó el 8 de julio de 2017 y finalizó el 12 de mayo de 2018.

## Equipos

### Estadios, personal y patrocinios
| Club                      | Técnico             | Estadio                                 | Capacidad |
| ------------------------- | ------------------- | --------------------------------------- | --------- |
| Avangard Kursk            | Igor Belyayev       | Estadio Trudovye Rezervy, Kursk         | 11,329    |
| Baltika Kaliningrad       | Igor Cherevchenko   | Estadio Baltika, Kaliningrado           | 14,660    |
| Dynamo Saint Petersburg   | Aleksandr Tochilin  | Estadio Petrovsky, San Petersburgo      | 2,809     |
| Fakel Voronezh            | Pavel Gusev         | Estadio Tsentralnyi Profsoyuz, Vorónezh | 32,750    |
| Khimki                    | Oleg Stogov         | Estadio Rodina, Khimki                  | 5,083     |
| Krylia Sovetov Samara     | Andrey Tikhonov     | Estadio Metallurg, Samara               | 33,001    |
| Kuban Krasnodar           | Yevgeni Kaleshin    | Estadio Kuban, Krasnodar                | 35,200    |
| Luch-Energiya Vladivostok | Valdas Ivanauskas   | Estadio Dynamo, Vladivostok             | 10,200    |
| Olimpiyets NN             | Nikolai Pisarev     | Estadio Lokomotiv, Nizhny Novgorod      | 17,856    |
| FC Orenburg               | Temur Ketsbaia      | Estadio Gazovik, Orenburg               | 7,500     |
| Rotor Volgograd           | Valery Yesipov      | Estadio Zenit, Volgograd                |           |
| Shinnik Yaroslavl         | Aleksandr Pobegalov | Estadio Shinnik, Yaroslavl              | 22,990    |
| Sibir Novosibirsk         | Sergei Kirsanov     | Estadio Spartak, Novosibirsk            | 12,500    |
| Spartak-2 Moscú           | Dmitri Gunko        | Academia Spartak, Moscú                 | 2,700     |
| FC Tambov                 | Andrei Talalayev    | Estadio Spartak, Tambov                 | 5,000     |
| Tom Tomsk                 | Valery Petrakov     | Estadio Trud, Tomsk                     | 10,028    |
| FC Tyumen                 | Aleksandr Ivchenko  | Estadio Geolog, Tyumen                  | 13,057    |
| Volgar Astrakhan          | Yuri Gazzayev       | Estadio Central, Astracán               | 17,712    |
| Yenisey Krasnoyarsk       | Dmitri Alenichev    | Estadio Central, Krasnoyarsk            | 22,500    |
| Zenit-2 St. Petersburg    | Anatoli Davydov     | Estadio Petrovsky, San Petersburgo      | 20,809    |

## Tabla de posiciones
| Pos. | Equipo                     | Pts. | PJ | G  | E  | P  | GF | GC | Dif. | Ascenso, clasificación o descenso                |
| ---- | -------------------------- | ---- | -- | -- | -- | -- | -- | -- | ---- | ------------------------------------------------ |
| 1    | Orenburg (C)               | 84   | 38 | 26 | 6  | 6  | 59 | 26 | +33  | Ascenso a la Liga Premier                        |
| 2    | Krylia Sovetov Samara      | 82   | 38 | 26 | 4  | 8  | 60 | 23 | +37  | Ascenso a la Liga Premier                        |
| 3    | Yenisey Krasnoyarsk        | 81   | 38 | 25 | 6  | 7  | 68 | 32 | +36  | Clasificación a los Playoffs de ascenso-descenso |
| 4    | Tambov                     | 68   | 38 | 20 | 8  | 10 | 57 | 36 | +21  | Clasificación a los Playoffs de ascenso-descenso |
| 5    | Baltika Kaliningrad        | 64   | 38 | 19 | 7  | 12 | 44 | 35 | +9   |                                                  |
| 6    | Dynamo Saint Petersburg    | 55   | 38 | 13 | 16 | 9  | 52 | 47 | +5   |                                                  |
| 7    | Sibir Novosibirsk          | 53   | 38 | 14 | 11 | 13 | 38 | 31 | +7   |                                                  |
| 8    | Shinnik Yaroslavl          | 53   | 38 | 14 | 11 | 13 | 45 | 45 | 0    |                                                  |
| 9    | Kuban Krasnodar            | 49   | 38 | 12 | 13 | 13 | 47 | 47 | 0    |                                                  |
| 10   | Volgar Astrakhan           | 45   | 38 | 12 | 9  | 17 | 40 | 46 | −6   |                                                  |
| 11   | Avangard Kursk             | 45   | 38 | 10 | 15 | 13 | 43 | 46 | −3   |                                                  |
| 12   | Olimpiyets Nizhny Novgorod | 44   | 38 | 11 | 11 | 16 | 37 | 50 | −13  |                                                  |
| 13   | Khimki                     | 43   | 38 | 12 | 7  | 19 | 33 | 49 | −16  |                                                  |
| 14   | Spartak-2 Moscú            | 42   | 38 | 11 | 9  | 18 | 47 | 64 | −17  | No es elegible para ascenso                      |
| 15   | Tom Tomsk                  | 41   | 38 | 10 | 11 | 17 | 36 | 56 | −20  |                                                  |
| 16   | Zenit-2 Saint Petersburg   | 40   | 38 | 11 | 7  | 20 | 43 | 59 | −16  | No es elegible para ascenso                      |
| 17   | Rotor Volgograd            | 40   | 38 | 10 | 10 | 18 | 38 | 45 | −7   | Descenso a la Segunda División                   |
| 18   | Luch-Energiya Vladivostok  | 40   | 38 | 9  | 13 | 16 | 40 | 52 | −12  | Descenso a la Segunda División                   |
| 19   | Tyumen                     | 39   | 38 | 9  | 12 | 17 | 41 | 54 | −13  | Descenso a la Segunda División                   |
| 20   | Fakel Voronezh             | 35   | 38 | 9  | 8  | 21 | 27 | 52 | −25  | Descenso a la Segunda División                   |

 Fuente: Liga Nacional de Fútbol (Ruso), Soccerway
Criterios de clasificación: 1) Puntos; 2) puntos entre sí; 3) diferencia de goles; 4) Goles marcados.

## Promoción de ascenso-descenso
La disputan los clubes clasificados en 13º y 14º lugar en la Liga Premier 2017-18 y el 3º y 4º clasificados de la Liga Nacional 2017-18. Los equipos vencedores de ambas llaves ascienden o se mantienen en la Liga Premier. Las fechas de los partidos fueron anunciadas el 14 de mayo de 2018.

### Eliminatoria 1
| 17 de mayo de 2018, 17:30 | Amkar Perm               | 2:0 (0:0) | FC Tambov | Estadio Zvezda, Perm                                         |                                                              |
|                           | Gol 60' · Balanovich 79' | Reporte   |           | Asistencia: 13.478 espectadores Árbitro(s): Sergey Lapochkin | Asistencia: 13.478 espectadores Árbitro(s): Sergey Lapochkin |

| 20 de mayo de 2018, 18:00 | FC Tambov | 0:1 (0:1) | Amkar Perm    | Estadio Spartak, Tambov                                  |                                                          |
|                           |           | Reporte   | Kostyukov 38' | Asistencia: 1.500 espectadores Árbitro(s): Roman Galimov | Asistencia: 1.500 espectadores Árbitro(s): Roman Galimov |

- Amkar Perm ganó la serie por un resultado global de 3:0 y se mantiene en la Liga Premier.

### Eliminatoria 2
| 17 de mayo de 2018, 19:00 | Yenisey Krasnoyarsk             | 3:0 (2:0) | Anzhí Majachkalá | Estadio Central, Kazán                                   |                                                          |
|                           | Kutyin 25' , 58' · Sarkisov 32' | Reporte   |                  | Asistencia: 3.000 espectadores Árbitro(s): Mijaíl Vilkov | Asistencia: 3.000 espectadores Árbitro(s): Mijaíl Vilkov |

| 20 de mayo de 2018, 21:00 | Anzhí Majachkalá                                  | 4:3 (1:2) | Yenisey Krasnoyarsk                        | Anzhi-Arena, Kaspiysk                                      |                                                            |
|                           | Poku 45+2' · Kalmykov 73' · Poluyaktov 74', 90+3' | Reporte   | Obradović 15' · Semakin 17' · Serderov 84' | Asistencia: 6.100 espectadores Árbitro(s): Kirill Levnikov | Asistencia: 6.100 espectadores Árbitro(s): Kirill Levnikov |

- Yenisey Krasnoyarsk ganó la serie por un resultado global de 6:4 y asciende a la Liga Premier, Anzhí Majachkalá desciende a la Liga Nacional de Rusia.

## Goleadores
| Pos. | Jugador            | Club           | Goles |
| ---- | ------------------ | -------------- | ----- |
| 1    | Andrei Kozlov      | Yenisey        | 15    |
| 2    | Andrei Panyukov    | Zenit-2        | 12    |
| 3    | Serguéi Kornilenko | Krylia Sovetov | 10    |
| 3    | Dmitri Skopintsev  | Baltika        | 10    |
| 3    | Artyom Kulishev    | Dynamo         | 10    |
| 6    | Aleksei Sutormin   | Volgar         | 9     |
| 7    | Sergey Samodin     | Krylia Sovetov | 8     |
| 7    | Fashion Sakala     | Spartak-2      | 8     |
| 7    | Denis Popović      | Orenburg       | 8     |

Actualizado el 11 de diciembre de 2017